# 勒旺坦-沃格里
勒旺坦-沃格里（法語：Reventin-Vaugris，法語發音：[ʁəvɑ̃tɛ̃ voɡʁi]）是法国伊泽尔省的一个市镇，位于该省西北部，属于维埃纳区。该市镇于1847年由原市镇勒旺坦（Reventin）和沃格里（Vaugris）合并而成。

## 地理
勒旺坦-沃格里（45°28'5"N, 4°50'27"E）面积18.4 平方千米，位于法国奥弗涅-罗讷-阿尔卑斯大区伊泽尔省，该省份为法国东南部内陆省份，北起顺时针与安省、萨瓦省、上阿尔卑斯省、德龙省、阿尔代什省、卢瓦尔省和罗讷省。
与勒旺坦-沃格里接壤的市镇（或旧市镇、城区）包括：圣普里姆、維埃納、昂皮、绍纳朗巴朗、莱科特达雷。

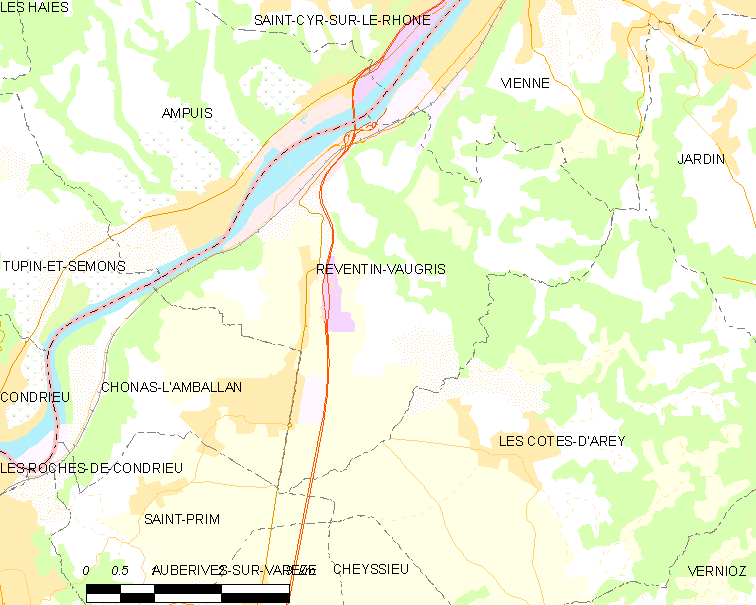
勒旺坦-沃格里的OSM定位图

勒旺坦-沃格里的时区为UTC+01:00、UTC+02:00（夏令时）。

## 行政
勒旺坦-沃格里的邮政编码为38121，INSEE市镇编码为38336。

## 政治
勒旺坦-沃格里所属的省级选区为维埃纳第二县。

## 人口

1962-2008年间勒旺坦-沃格里人口变化图示

勒旺坦-沃格里于2022年1月1日时的人口数量为2042人。

## 友好城市
- 匈牙利博德罗格凯赖斯图尔 2006年